# Softonic.com
Softonic.com — софт-портал для загрузки программного обеспечения, запущенный в 1997 году в Барселоне.

## Описание
Веб-портал содержит огромное количество каталогов и архивов программного обеспечения для Microsoft Windows, Mac OS, сотовых телефонов, Pocket PC и Palm OS, с масштабным еженедельным обновлением своих баз данных. Программы доступны для загрузки как с собственного FTP-сервера Softonic.com, так и с других сайтов (чаще с официальных сайтов программ). 
Начиная с 2007 года Softonic включил в веб-портал свой блог под названием OnSoftware.
Все программы разделены на тематические категории (свыше 1200) с подробным описанием, для удобства поиска и навигации по сайту, а также предоставляется список последнего обновления, количества скачиваний и рейтинг популярности программного обеспечения.
Сайт является коммерческим проектом и финансируется за счёт размещения рекламных баннеров и ссылок, а также предоставляет некоторые платные услуги зарегистрированным пользователям, в числе которых быстрая скорость загрузки, код разблокировки для тех продуктов, которые защищены паролем, помощь в продаже собственнического программного обеспечения и другие.

## История
Softonic начал свою деятельность в 1996 году, как сайт загрузки файлов под названием Shareware Intercom в Intercom Online (Grupo Intercom), поставщике интернет-услуг в Серданьола-дель-Вальес, недалеко от Барселоны (Каталония, Испания). Файлы для веб-сайта первоначально были получены из "Библиотеки файлов Intercom BBS" в Intercom Online. Компания также предлагала ежемесячные компакт-диски со своей библиотекой программного обеспечения.
В 1999 году сайт был знаменит: многообразием игр, и различным программным обеспечением". В 2000 году компания стала независимой под названием Softonic. В 2004 году Softonic был доступен на немецком языке, в 2005 году добавили Английский. Первоначально сервис был ориентирован только на загрузку программного обеспечения DOS и Windows, затем добавились программы для Mac и мобильных платформ.
Softonic был признан "Лучшим местом для работы в Испании (100-250 сотрудников)" в ежегодном исследовании Института "Отличное место для работы" за 2009-2011 годы и вторым лучшим в 2008 году. В 2009 и 2011 годах сайт был отмечен как лидер по трафику в Испании аудиторским бюро OJD Interactiva.
В конце 2014 года Softonic объявила, что в качестве меры по сокращению расходов будет проведена процедура сокращения численности персонала из за финансовых проблем. В декабре компания официально оформила увольнение 156 сотрудников против первоначальной оценки в 207.
В феврале 2015 года Softonic объявил, что ветеран отрасли и Download.com Соучредитель Скотт Арпаджян был назначен генеральным директором Softonic, заменив основателя Томаса Диаго.
В июле 2016 года Softonic объявила о партнерстве с бизнес-программной платформой Crozdesk.
В мае 2017 года компания объявила, что наняла международного исполнительного директора Софи Бернард в качестве вице-президента по стратегии.

## Поглощения
В марте 2015 года Softonic купил веб-сервис AppCrawlr, предоставляющий информацию о мобильных приложениях.
В октябре 2019 года Softonic приобрела Ghacks.

## Alexa Internet
- По статистике Alexa.com на 1 декабря 2021 года, Softonic находится на 461 месте по посещаемости в мире[2].

## Примечание
1. ↑  Josh Constine. Omniscient Comparison Site AppCrawlr Bought By Softonic (недоступная ссылка — история). TechCrunch. Дата обращения: 12 сентября 2016.
2. ↑  Softonic on Alexa. Softonic.com. Дата обращения: 1 сентября 2016. Архивировано 30 марта 2021 года.